# Pinon (Aisne)
Pinon település Franciaországban, Aisne megyében. Lakosainak száma 1650 fő (2022. január 1.). Pinon Allemant, Merlieux-et-Fouquerolles, Vaudesson, Vauxaillon és Anizy-le-Grand községekkel határos.

## Népesség
A település népességének változása:
| Lakosok száma | 1807 | 1941 | 1773 | 1742 | 1801 | 1767 | 1765 | 1698 | 1668 | 1650 |
|               | 1968 | 1982 | 1990 | 2006 | 2013 | 2015 | 2017 | 2019 | 2020 | 2022 |